# آدم هان بيرد
آدم هان بيرد (بالإنجليزية: Adam Hann-Byrd)‏ مواليد 23 فبراير 1982 في نيويورك، هو ممثل وكاتب سيناريو أمريكي بدأ مسيرته الفنية سنة 1991.

## الأعمال
- العودة إلى المستقبل 3 (1990) (بدور: جولز براون)
- إن واي بي دي بلو (1994) (بدور: نيك ويليامسون)
- جومانجي (1995)

## روابط خارجية
- آدم هان بيرد على موقع IMDb (الإنجليزية)
- آدم هان بيرد على موقع ألو سيني (الفرنسية)
- آدم هان بيرد على موقع أول موفي (الإنجليزية)
- آدم هان بيرد على موقع قاعدة بيانات الأفلام السويدية (السويدية)
- آدم هان بيرد على موقع قاعدة بيانات الفيلم (الإنجليزية)
- آدم هان بيرد على موقع كينوبويسك (الروسية)